# Hypo Niederösterreich
Hypo Niederösterreich (Hypo NÖ) is een Oostenrijkse vrouwenhandbalvereniging uit Maria Enzersdorf. Hypo NÖ is een van de succesvolste vrouwenteams in de EHF Champions League, de dames wonnen acht keer de titel. Ook wonnen ze in 2000 de EHF Champions Trophy.
Tussen 2011 en 2014, had Hypo NÖ een sponsordeel met de Braziliaanse Handbalbond.

## Erelijst

### Nationaal
- Landskampioen:
  - (43x) 1977, 1978, 1979, 1980, 1981, 1982, 1983, 1984, 1985, 1986, 1987, 1988, 1989, 1990, 1991, 1992, 1993, 1994, 1995, 1996, 1997, 1998, 1999, 2000, 2001, 2002, 2003, 2004, 2005, 2006, 2007, 2008, 2009, 2010, 2011, 2012, 2013, 2014, 2015, 2016, 2017, 2018, 2021
- Bekerwinnaar:
  - (29x) 1990, 1991, 1992, 1993, 1994, 1995, 1996, 1997, 1998, 1999, 2000, 2001, 2002, 2003, 2004, 2005, 2006, 2007, 2008, 2009, 2010, 2011, 2012, 2013, 2014, 2015, 2016, 2019, 2021

### Internationaal
- EHF Champions League/European Champions Cup:
  - (8x) 1988/89, 1989/90, 1991/92, 1992/93, 1993/94, 1994/95, 1997/98, 1999/00
- EHF Champions Trophy:
  - (1x) 2000
- EHF Cup Winners' Cup
  - (1x) 2012/13